# Oculina valenciennesi
Oculina valenciennesi är en korallart som beskrevs av Milne Edwards och Jules Haime 1850. Oculina valenciennesi ingår i släktet Oculina och familjen Oculinidae. IUCN kategoriserar arten globalt som otillräckligt studerad. Inga underarter finns listade i Catalogue of Life.